# فيليب ميلينكوفيتش
فيليب ميلينكوفيتش (بالسويدية: Philip Milenković)‏ هو لاعب كرة قدم سويدي في مركز الدفاع، ولد في 11 نوفمبر 1988 في السويد. لعب مع نادي مالمو.